# Jaroslava Lukešová
Jaroslava Lukešová (3. března 1920 Opava – 15. prosince 2007 Praha) byla česká akademická sochařka, členka Českého fondu výtvarných umění (ČFVU) , manželka akademického sochaře Vladimíra Kýna (1923–2004), matka českého architekta, historika architektury, odborného publicisty a vysokoškolského pedagoga Zdeňka Lukeše.

## Stručný životopis
Narodila se v rodině soudce a senátora Josefa Lukeše, měla šest sourozenců. Po válce (v letech 1945 až 1949) studovala v Praze na AVU u profesorů Jana Laudy, Otakara Španiela a Karla Pokorného. Na AVU se seznámila se svým mužem - akademickým sochařem Vladimírem Kýnem. Po roce 1968 (spolu s manželem) vystoupila na protest proti ruské okupaci z KSČ.

## Tvorba

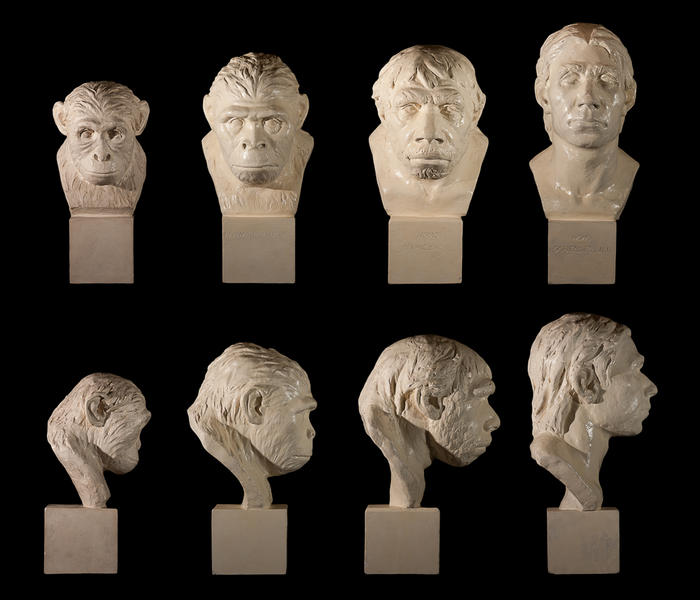
Studie "Vývoj člověka"

Ještě jako studentka (ve 40. létech) vytvořila didakticky působivou studii "Vývoj člověka". Při tvorbě spolupracovala s českým paleontologem Prof. RNDr. Josefem Augustou. Vycházeli z tehdy známých aktuálních vědeckých poznatků. Odlitky s hlavami biologických předků člověka se dodnes nachází v různých zoologických zahradách světa.
Jako mladá sochařka (kolem roku 1952) vyhrála soutěž na bronzový pomník (sochu) Jana Želivského. Ten stával v Praze na Karlově náměstí vedle portálu Novoměstské radnice. Pomník zde byl umístěn v roce 1960, po opravě radnice již nebyl osazen. Nyní je umístěn v Želivi, domnělém rodišti Jana Želivského.
Spolu se svým manželem vyhrála soutěž na pomník Petra Bezruče, který byl určen do Opavy. Sedící postavu Petra Bezruče pak realizovala v roce 1967. Byla také autorkou několika pamětních desek, plastiku má např. v pantheonu Národního muzea. Počátkem 70. let spolupracovala se svým manželem a arch. Jindřichem Kvasničkou na bronzovém díle nazvaném "Fontána" (umístění: Weilova 2, Praha 10) 

## Tvorba portrétní
Jaroslava Lukešová byla přední portrétní sochařkou. Ve svých dílech se snažila vystihnout zobrazovanou osobnost, často i ve výtvarné zkratce. Celkem vytvořila asi 50 hlav, plaket (portrétních medailonů) nebo figur. V 70. létech vytvořila např. i reléf na kostelním zvonu. Podílela se také na grafice katalogu "VI. Bezručova Opava 1963". Tvořila v malém ateliéru umístěném v nejvyšším patře paláce U Stýblů na Václavském náměstí.

## Osobností, jejichž hlavy, (busty), plakety a figury vytvořila

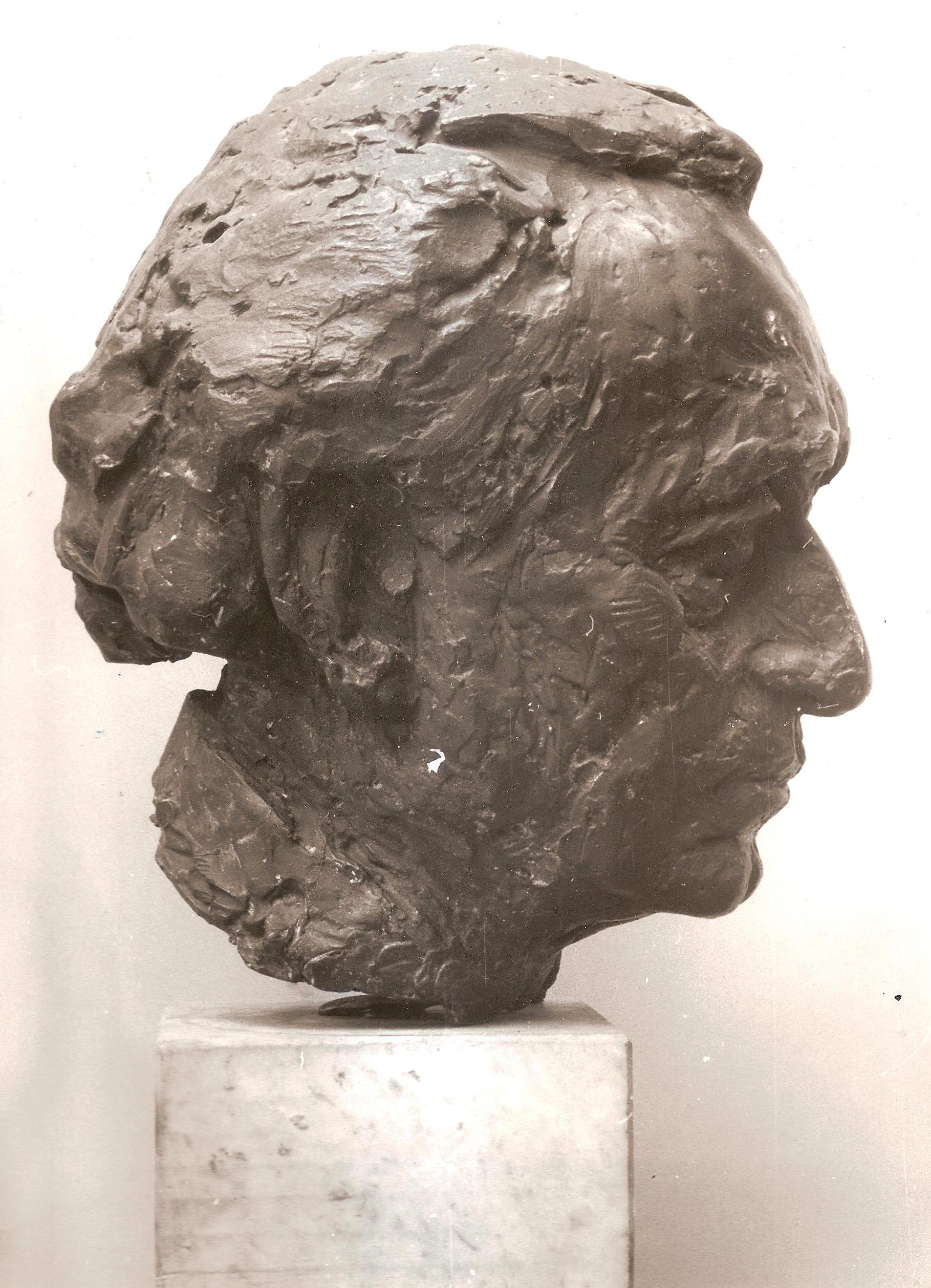
Busta prof. Roberta Brocka

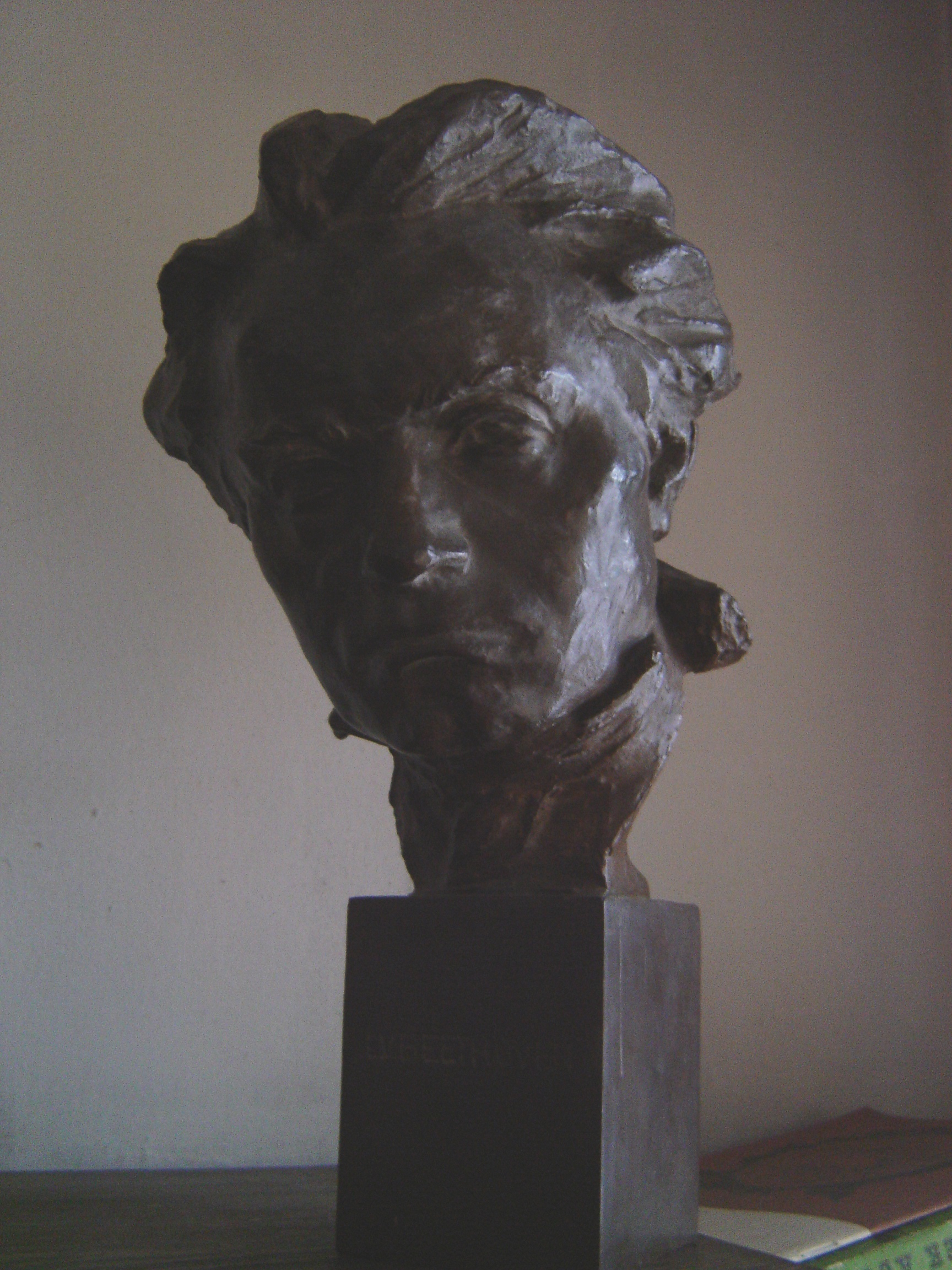
Busta Beethovena

- Dirigent Osvobozeného a Národního divadla prof. Robert Brock
- Lékař prof. Josef Koutecký
- Hudební skladatel Ludwig van Beethoven
- Hudební skladatel Johann Sebastian Bach
- Hudební skladatel Frédéric Chopin
- Hudební skladatel Pavel Křižkovský
- Generál Heliodor Píka (radnice v Opavě)
- Básník Vilém Závada
- Architekt Lubomír Šlapeta
- Překladatel Jaroslav Simonides (1965)
- Český fyziolog Jan Evangelista Purkyně
- Středoškolský profesor Antonín Vašek (otec Petra Bezruče)[3]
- Busta básníka Petra Bezruče stávala v Bezručových sadech v Praze na Vinohradech, nachází se i v pantheonu Národního muzea.
- Busta československého komunistického funkcionáře, novináře, politika a protinacistického bojovníka Jana Ziky pochází z 50. let. Je umístěna na bronzové pamětní desce na rohovém domě v ulici Na Malovance 724/6 v Praze 6 - Střešovicích. [p 1] [p 2]
- Portrétní medailon Růženy Pelantové (první náměstkyně primátora hl. m. Prahy) je umístěn v budově Nové radnice [p 3] na schodišti vedoucím z přízemí do prvního patra.[7] [p 4] [p 5] a byl (z iniciativy magistrátu hlavního města Prahy) slavnostně odhalen v roce 1997.[6]
- V budově Nové radnice na pražském Mariánském náměstí je umístěn také portrétní medailon poslankyně Milady Horákové. Její busta je pak umístěna na jejím symbolickém hrobě na Vyšehradském hřbitově. Další její reliéf je i v Právnické fakultě

Ukázky z tvorby Jaroslavy Lukešové
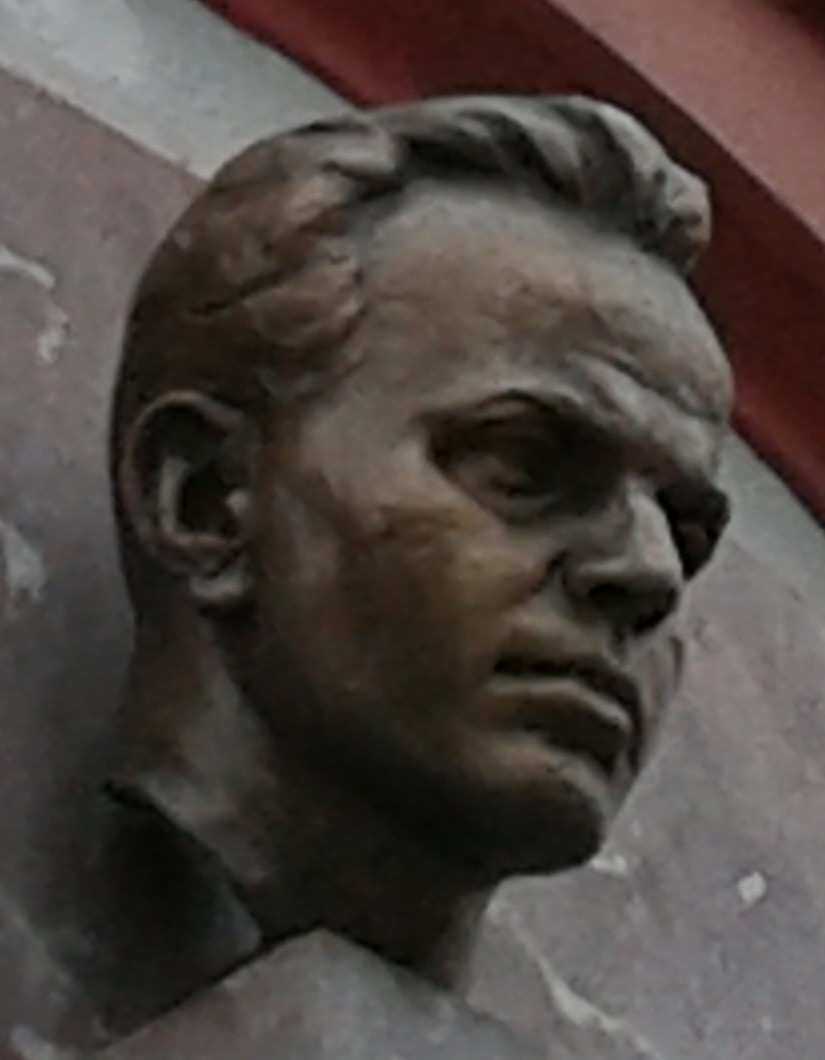
Busta Jana Ziky z 50. let
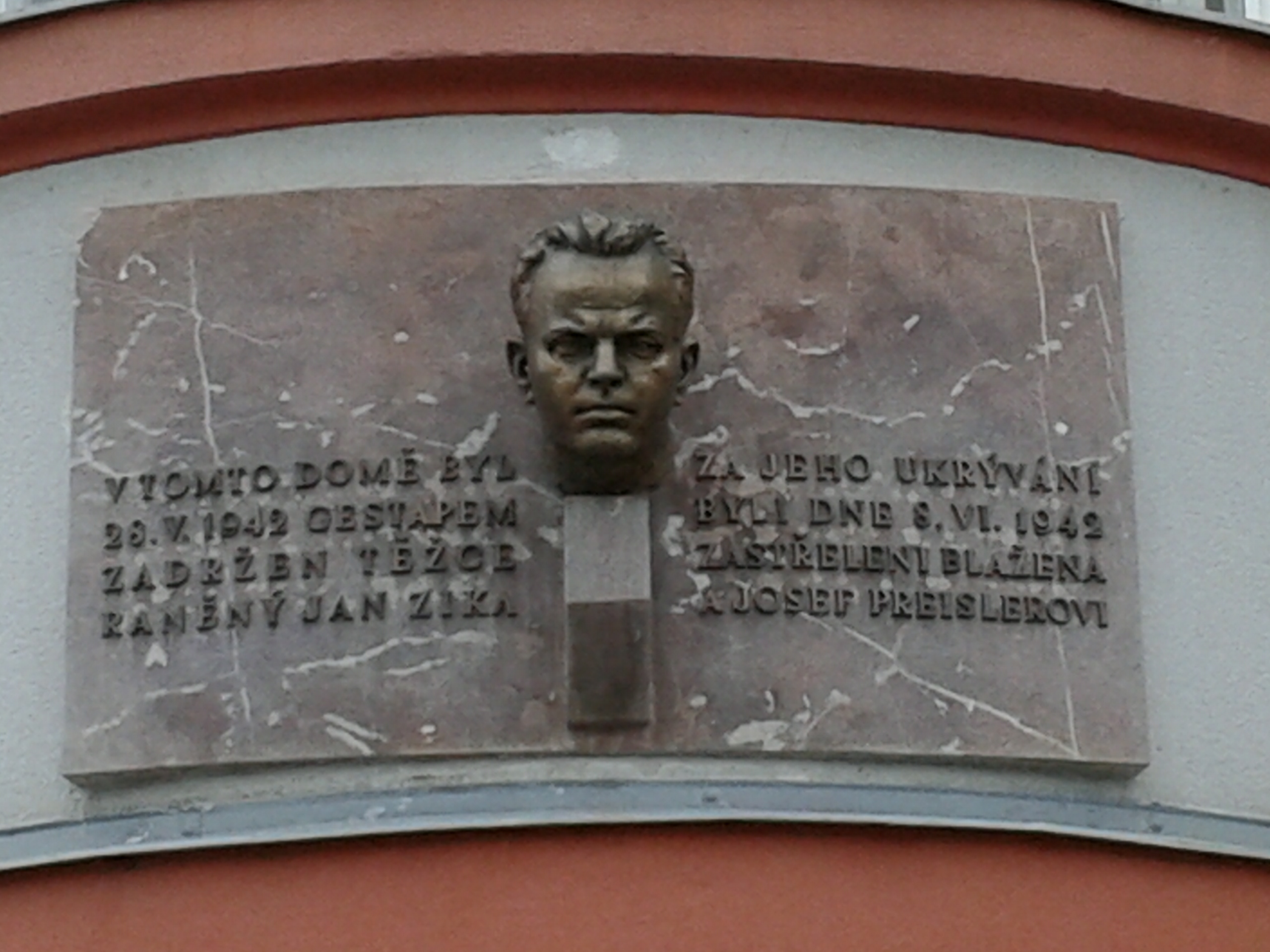
Pamětní deska s bustou Jana Ziky V Praze 6 - Střešovicích
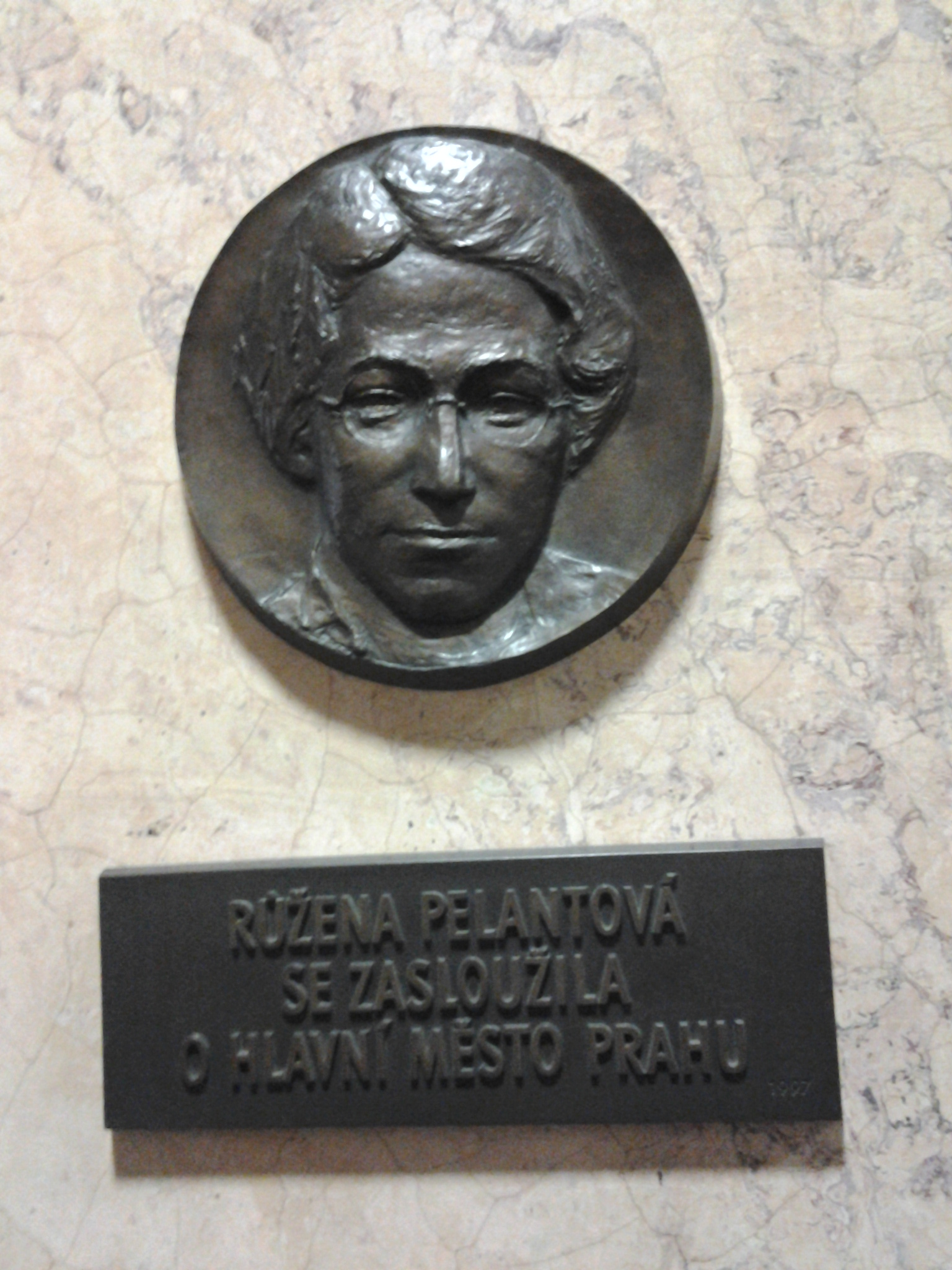
Portrétní medialon R. Pelantové v budově Nové radnice
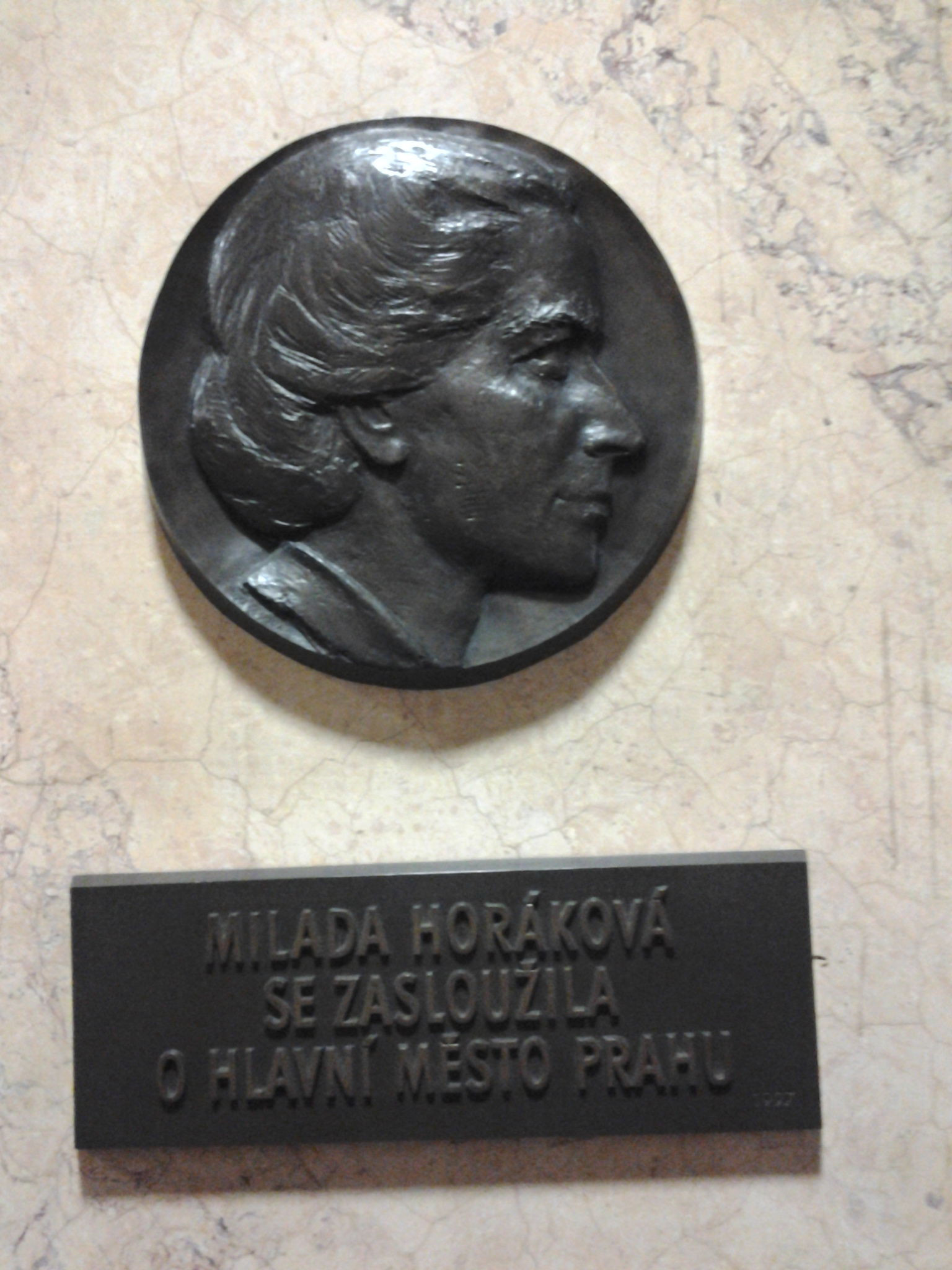
Portrétní medialon M. Horákové v budově Nové radnice
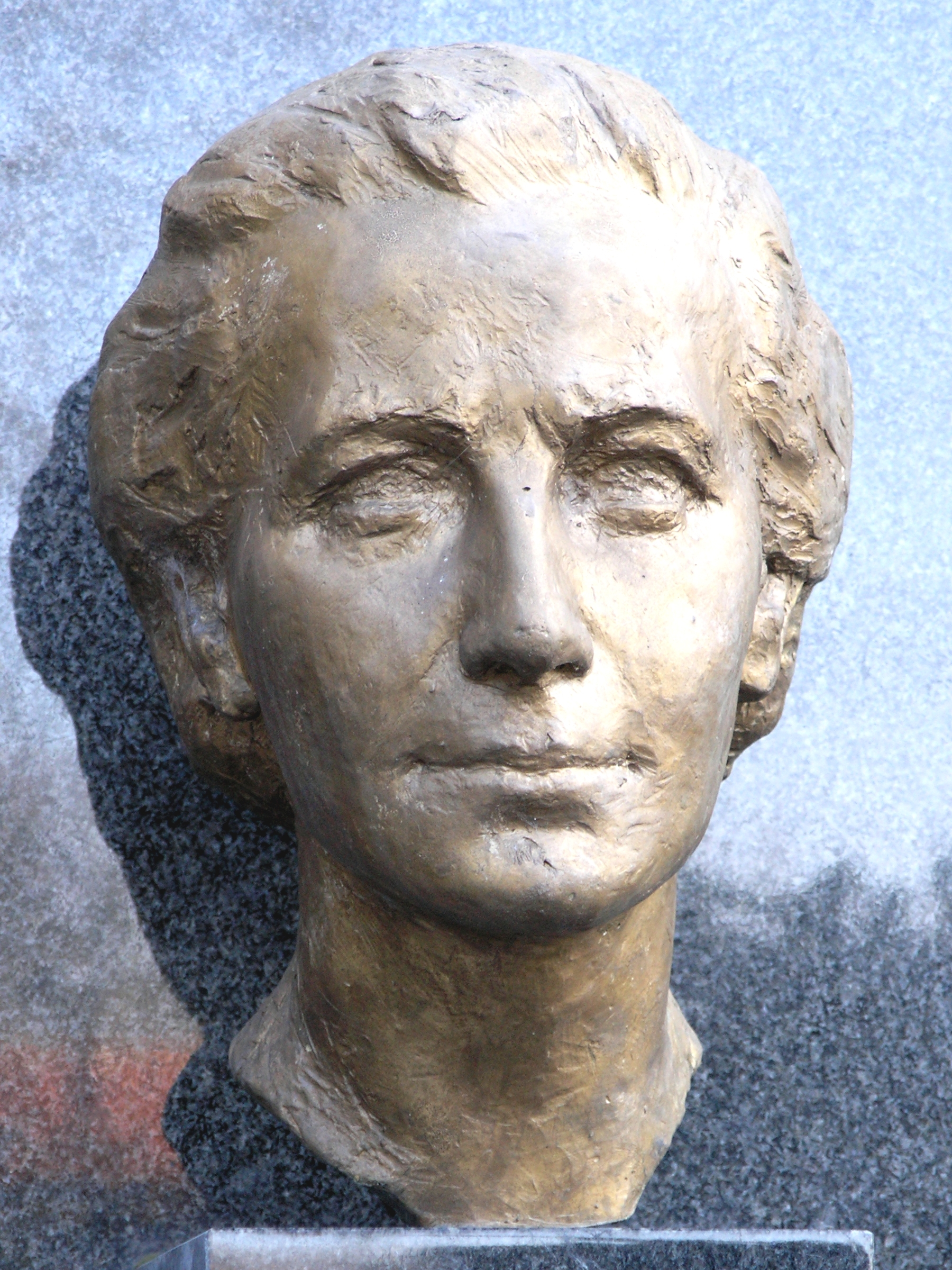
Busta Milady Horákové
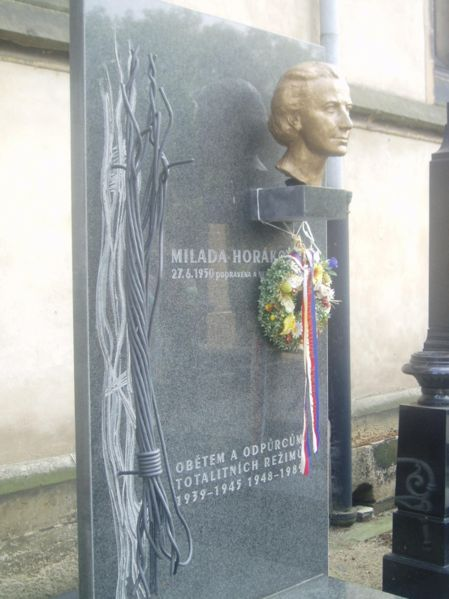
Symbolický hrob Milady Horákové na vyšehradském hřbitově

## Společné výstavy
- 1948 – Do nového života, Dům umělců, Opava (Opava)
- 1949 – 1950 Výtvarní umělci k II. všeodborovému sjezdu, Dům výtvarného umění, Praha
- 1950 – 1951 Výtvarná úroda 1950, Dům výtvarného umění, Praha
- 1952 – 1953 Výtvarní umělci na stavbách socialismu, Mánes, Praha
- 1955 – III. přehlídka československého výtvarného umění, Jízdárna Pražského hradu, Praha
- 1955 – 1956 Deset let československé lidově demokratické republiky ve výtvarném umění: Sochařství, monumentální umění a kresba, Slovanský ostrov, Praha
- 1965 – Výtvarní umělci k výročí 20 let ČSSR, Jízdárna Pražského hradu, Praha
- 1975 – Výtvarní umělci k 30. výročí osvobození Československa Sovětskou armádou, Praha, Praha
- 1978 – Umění vítězného lidu. Přehlídka současného československého výtvarného umění k 30. výročí Vítězného února, Praha, Praha
- 1984 – Karel Pokorný a jeho škola, Letohrádek královny Anny (Belveder), Praha
- 1985 – Vyznání životu a míru. Přehlídka československého výtvarného umění k 40. výročí osvobození Československa Sovětskou armádou, Praha, Praha
- 1985 – Vyznání životu a míru. Přehlídka československého výtvarného umění k 40. výročí osvobození Československa Sovětskou armádou, Dom kultúry, Bratislava (Bratislava)
- 1988 – Salón pražských výtvarných umělců '88, Park kultury a oddechu Julia Fučíka, Praha[2]

## Kolektivní katalogy
- 1948 – Do nového života (členská výstava),
- 1949 – Výtvarní umělci k II. všeodborovému sjezdu (Obrazy - plastiky - užité umění),
- 1950 – Výtvarná úroda 1950,
- 1952 – Výtvarní umělci na stavbách socialismu,
- 1955 – Deset let Československé lidově demokratické republiky ve výtvarném umění,
- 1965 – Výtvarní umělci k výročí 20 let ČSSR,
- 1975 – Výtvarní umělci k 30. výročí osvobození Československa Sovětskou armádou,
- 1978 – Umění vítězného lidu (Přehlídka současného československého výtvarného umění k 30. výročí Vítězného února),
- 1983 – Karel Pokorný a jeho škola,
- 1985 – Vyznání životu a míru (Přehlídka Československého výtvarného umění k 40. Výročí osvobození Československa Sovětskou armádou),
- 1988 – Salón pražských výtvarných umělců '88,
- ???? - Sbírka českého sochařství[2]

## Jaroslava Lukešová v seznamech výtvarných umělců
- 1984 – Seznam výtvarných umělců evidovaných při Českém fondu výtvarných umění
- 1991 – Seznam členů Sdružení Čech, Moravy a Slezska (stav k 30. 11. 1991)[2]

## Jaroslava Lukešová v encyklopedických slovnících
- 1993 – Nový slovník československých výtvarných umělců (II. díl; L - Ž), (dodatek
- 2002 – Slovník českých a slovenských výtvarných umělců 1950 - 2001 (VII. L - Mal)[2]